# ヌサンタラ

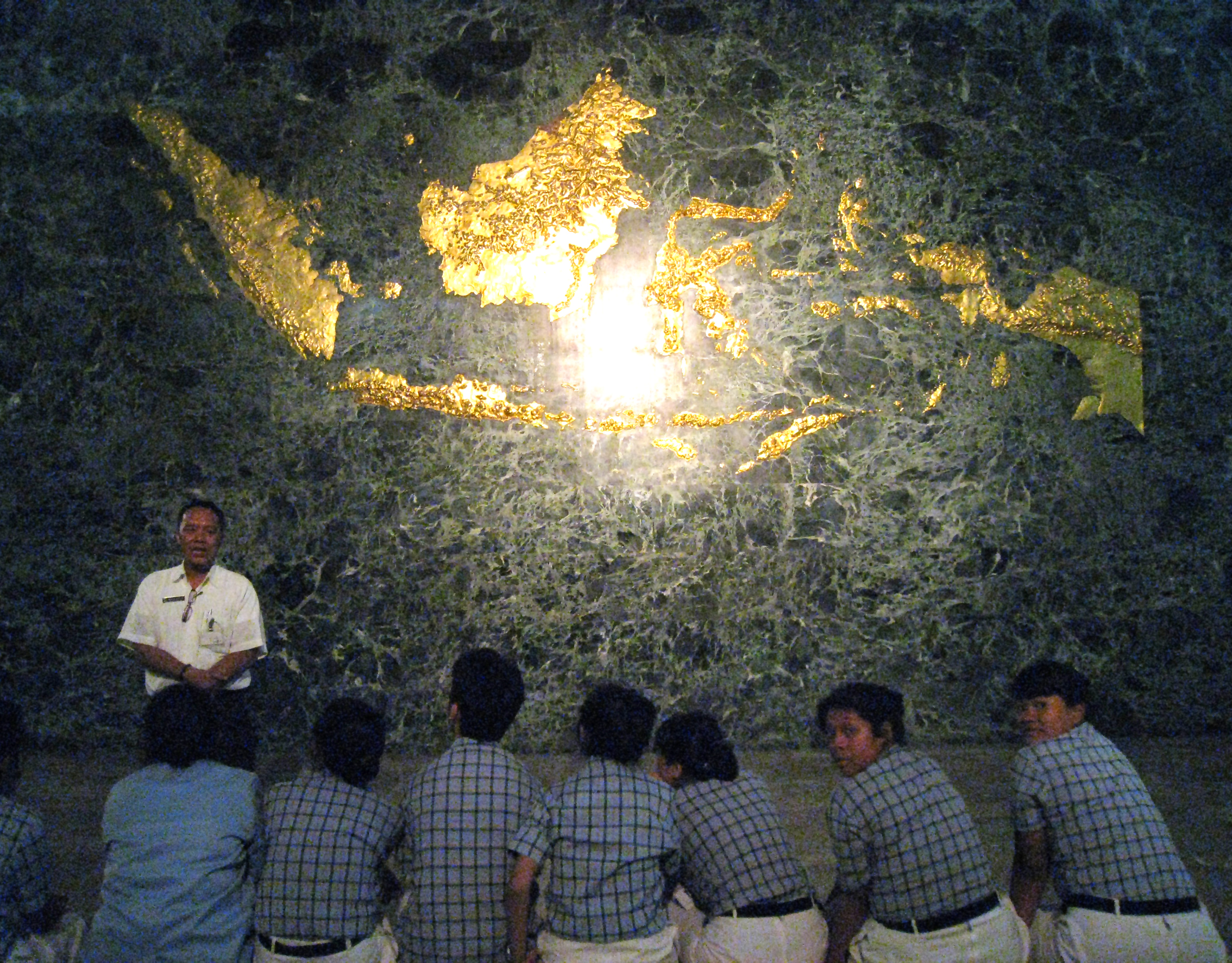
ジャカルタの独立記念塔内にあるヌサンタラを金色で表した地図。マレーシアのサバとサラワク、ブルネイ、東ティモールが含まれている。

ヌサンタラ（インドネシア語: Nusantara）は、インドネシア語でインドネシアの島嶼群を表す言葉である。ヌサンタラはもともと古ジャワ語で列島を表す言葉だった。マレー語では、ヌサンタラはマレー世界に近い意味で使用されている。

## 概要
ヌサンタラという語は1336年にガジャ・マダによる誓いから採られたもので、古ジャワ語による記録書パララトンやヌガラクルタガマに記されていることが確認されている。ガジャ・マダは強力な軍事指導者であり、マジャパヒト王国の宰相として王国に繁栄をもたらした。ガジャ・マダは「スンパ・パラパ（Sumpah Palapa）」と呼ばれる誓いを立てた。これはマジャパヒト王国の栄光の下、ヌサンタラ全てを征服するまで香辛料をふくむあらゆる食事を摂取しないという誓いである。
今日、インドネシアの歴史家は、ヌサンタラの概念は1336年にガジャ・マダにより初めて生み出された概念ではなく、1275年にシンガサリ王国の王クルタナガラにより「Cakravala Mandala Dvipantara」として生み出された概念ではないかと考えている。Dvipantaraは「島嶼群」を表すサンスクリットの単語であり、双方の単語に含まれる「dvipa」と「nusa」はサンスクリットで「島」を意味する。この用語は東南アジアの島嶼群を表す単語として使用されていた。クルタナガラは中国本土の元朝の拡大に対抗し、シンガサリ王国を含む東南アジアの海上王国の同盟を視野に入れて用いられた単語である。

## ヌサンタラの原義

### 語源
ヌサンタラはパララトンの記録にあるジャワ語の単語である。ジャワ語では、ヌサンタラは「外部の島」を表した。（nusaが外部を、残りが島を表す）マジャパヒト王国の概念に則ると、王国は大きく分けて3つの地域にわかれていた。
1. ヌガラ・アグン（Negara Agung）
本国。これには首都及びその周辺地域が含まれる。マジャパヒト王国においては、この語で表わされる地域には東ジャワとその周辺地域が含まれる。
2. マンチャヌガラ（Mancanegara）
ヌガラ・アグンの周辺地域。これらの地域は直接ジャワの文化の影響を受けた地域だった。マジャパヒト王国においては、ジャワ島全体とマドゥラ島、バリ島、ランプン州やパレンバンといったスマトラ島南部が含まれる。
3. ヌサンタラ（Nusantara）
ジャワの文化の影響を受けていないが、マジャパヒトに朝貢を行なっていた地域。マジャパヒト王国においては、現代のインドネシア、マレーシア、シンガポール、フィリピン、ブルネイ、東ティモール、タイ南部といった地域全体を含む。

## 20世紀に生み出された概念
エルネスト・ダウエス・デッケルは1920年にインドの言語からの借用語を使わずに自国インドネシアの名前を導入した人物で、スティアブディ（Setiabudi）という名で知られている。これはパララトン写本で記述されて以降、初めてヌサンタラという単語が使用された例である。

スティアブディが定義した現代のヌサンタラ

スティアブディにより導入されたヌサンタラという語の定義は14世紀に使用されていた当時とは用語の定義が異なる。マジャパヒト王国時代においては、ヌサンタラは征服した属国を表す言葉だった。スティアブディはそのような挑発的な意味を込めることはせず、ヌサンタラを西はサバンから東はムラウクまで全てのインドネシアの地方を包括する語として使用した。
パラパの誓い（当初の使用法）がなされた当初のマジャパヒト王国は現在のインドネシアの領土よりもずっと広大な領土を治めていたものの、この誓いは後に現代のインドネシア共和国が単一国家となる萌芽になったものである。

## 現代の使用法
今日のインドネシア語では、ヌサンタラはインドネシアの島嶼群、もしくはインドネシアの領土・領海を表す言葉となっており、この意味においてヌサンタラという用語にはマレーシアやシンガポール、ブルネイやフィリピンは含まれない。一方、マレー語においては、ヌサンタラはマレー諸島やマレー世界（マレー語: Alam Melayu）を表す言葉となっており、インドネシアやシンガポール、ブルネイやフィリピンを含む言葉となっている。

## 首都移転先の地名
2019年8月26日、ジョコ・ウィドド大統領は首都を現在のジャカルタからボルネオ島東岸にある東カリマンタン州のクタイカルタネガラ県と北プナジャムパスル県にかかる地域であるバリクパパン近郊に移転すると明らかにした。この時点で新首都の地名は決まっていなかったが、2022年1月18日に中央政府議会が首都移転に必要な法律を可決し、新首都名がヌサンタラとなることが決定した。

## ヌサンタラ研究
ロシア・モスクワ大学のヌサンタラ研究センターではヌサンタラに含まれる地域の歴史や文化、言語や政治などの研究を行なっている。